# Lanín
A Lanín egy alvó tűzhányó az Andokban, Argentína és Chile határán.

## Leírás
A 3776 magasságával Patagónia egyik legmagasabb csúcsának számító Lanín Argentína (azon belül Neuquén tartomány, Huiliches megye) és Chile (azon belül Araucanía régió, Cautín tartomány) határán található. Mintegy háromnegyed része tartozik Argentínához, a maradék Chiléhez. Mindkét országban létrehoztak egy-egy nemzeti parkot, amely a csúcsot is magába foglalja: előbbiben a Lanín Nemzeti Parkot, utóbbiban a Villarica Nemzeti Parkot. Mivel viszonylag alacsony csúcsok veszik körül, ezért igen messziről is jól látható, jellegzetes hegy: látszik például a több mint 120 km-re fekvő Piedra del Águila, Zapala és Temuco városokból is. Tőle északra található a Tromen-tó, tőle délre pedig a Huechulafquen-tó és a Paimún-tó.
A Lanín az úgynevezett Pehuén-körzet déli végén emelkedik: ezen a területen a legjellemzőbb növényfaj a chilei araukária. A hegy lábánál, 1200 méteres magasságban, ahol az időjárás mérsékelt és nedves, szintén gyakori az araukária, valamint a Nothofagus pumilio, a Nothofagus dombeyii és a Nothofagus antarctica nevű bükkfavirágú. 1600 méteres magasságtól már a hegyvidéki éghajlat uralkodik, itt az éves átlaghőmérséklet mindössze 8 °C, és egész évben gyakori a havazás. Itt már kopár sziklafelületek a jellemzőek, illetve előfordulnak kis területen cserjés gyepek is. 3000 méter fölött már nagy mennyiségű hó fedi a hegyet.
Típusa rétegvulkán, lejtőjének hajlásszöge a 30 °-ot is eléri. Déli, napsütésnek kevésbé kitett oldalán nagyméretű gleccserek húzódnak, míg északi, napsütöttébb oldalán az 1980-as évektől kezdve folyamatosan elolvadnak a gleccserek.
A Lanín Neuquén tartomány egyik jelképének számít: egyrészt központi helyet foglal el a tartomány címerében is, másrészt megemlítik a terület himnuszában is.

## Története
Bár a Csendes-óceáni Tűzgyűrű részét képező vidéken emelkedő Lanín utolsó vulkanikus tevékenységét a 18. században jegyezték fel, mégis aktív (bár alvó) tűzhányónak tekintik. A vulkán négy kitörési ciklus során keletkezett: a legrégebbi a késői pliocénben vagy a korai pleisztocénben történt (1,8–2,6 millió évvel ezelőtt), a legújabb már a holocénben, kevesebb mint 12 000 éve. Mintegy 2200 éve egy kis dácitos dómból északi irányban lávafolyások indultak, majd 1600 éve a hegy oldalán is történt lávaömlés. Bár van olyan forrás, amely szerint 1906-ban a Lanín még aktivitást mutatott, ezt a forrást nem tekintik megbízhatónak.
A Lanín első leírása Basilio Villarinótól származik 1782-ből: ő ekkor Cerro Imperialnak, azaz „császári csúcs”-nak keresztelte el. Megemlítette azt is, hogy a helyi indiánok a Yajaunaujén nevet használják rá. A Lanín név eredetére többféle magyarázat is létezik. Az első szerint a mapucse nyelvből származik, és azt jelenti, hogy „halott kő”, a második szerint ugyancsak mapucse szó, de jelentése „elsüllyed” vagy „elsüllyedünk” (utalva arra, hogy a hamu és a hó miatt milyen nehéz feljutni a csúcsra), a harmadik pedig egy legendához köti az elnevezést, amely eszerint a magyarázat szerint „aki gyomorrontásban halt meg” jelentésű. Ez a legenda úgy tartja, hogy egyszer, amikor a vulkán aktív volt, egy helyi sámán tanácsára úgy csillapították le a tűzhányó „éhségét”, hogy feláldozták a kacika lányát.
A mapucsék számára a hegy, ahogy a többi vulkán is, ma is szent helynek számít. Egyrészt úgy tartják, hogy itt lélegzik Mince Mapu, a föld belseje, másrészt a bölcsesség forrásának is tartják. Az ősi szokásokat felelevenítve 2008-tól kezdve úgynevezett Gejipvn szertartásokat is rendeznek a hegy lábánál.

## Turizmus
A Lanín kedvelt turisztikai célpont, mivel északi irányból történő megmászásához elég a megfelelő fizikai állapot, nincs szükség különleges technikai tudásra. A déli oldalról való megközelítés jóval nagyobb felkészültséget igényel. A mászás előtt a nemzeti parkok kirendeltségeinél regisztrálni kell, és személyazonosságunk mellett meg kell adni a tervezett útvonalat és a tervezett ott-tartózkodási időt is. Mivel a feljutás két napot vesz igénybe, egy éjszakát valamelyik hegyi menedékházban kell tölteni. Lehetőség van vezetőt is szerződtetni magunk mellé.

## Képek

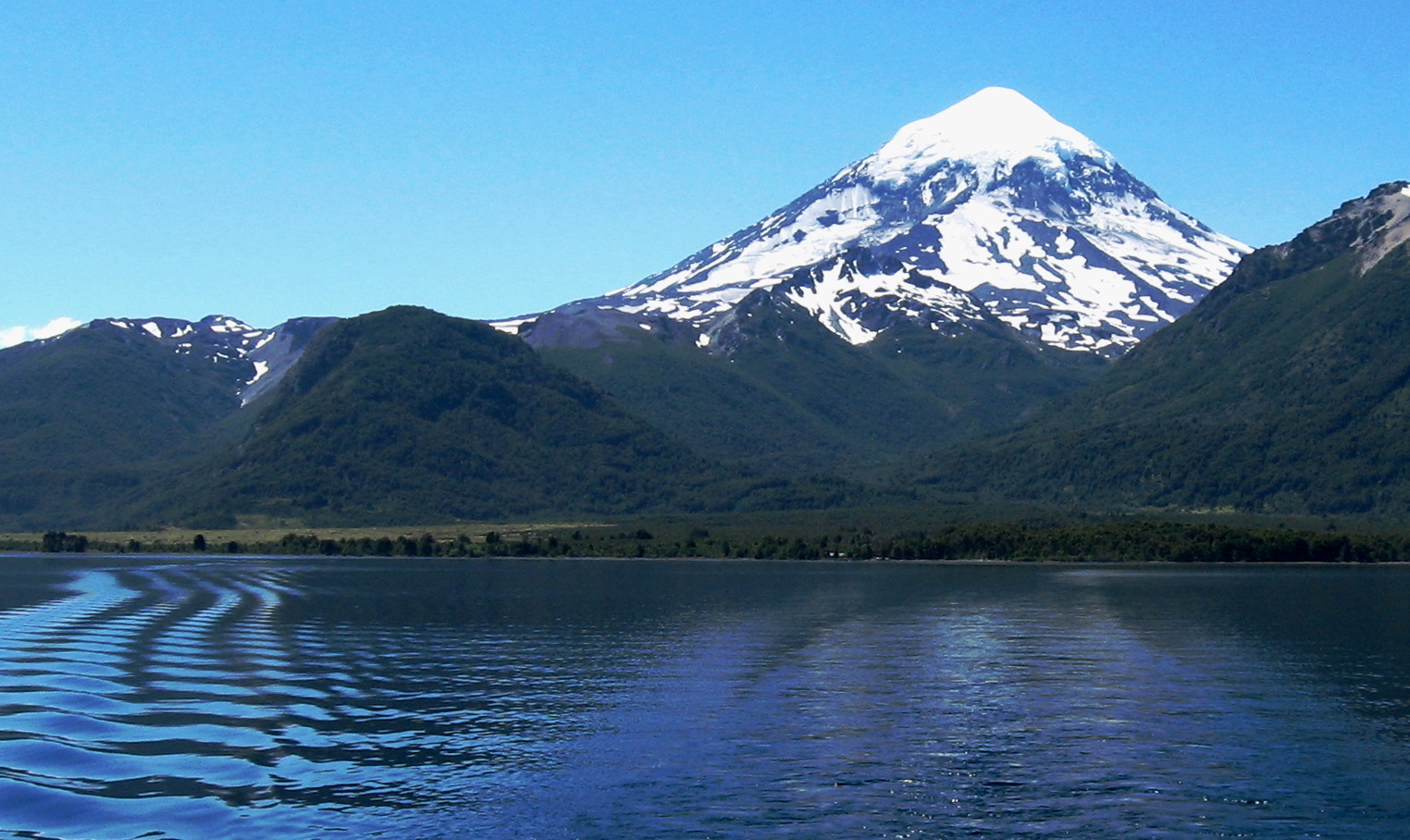
A Lanín, előtérben a Huechulafquen-tóval
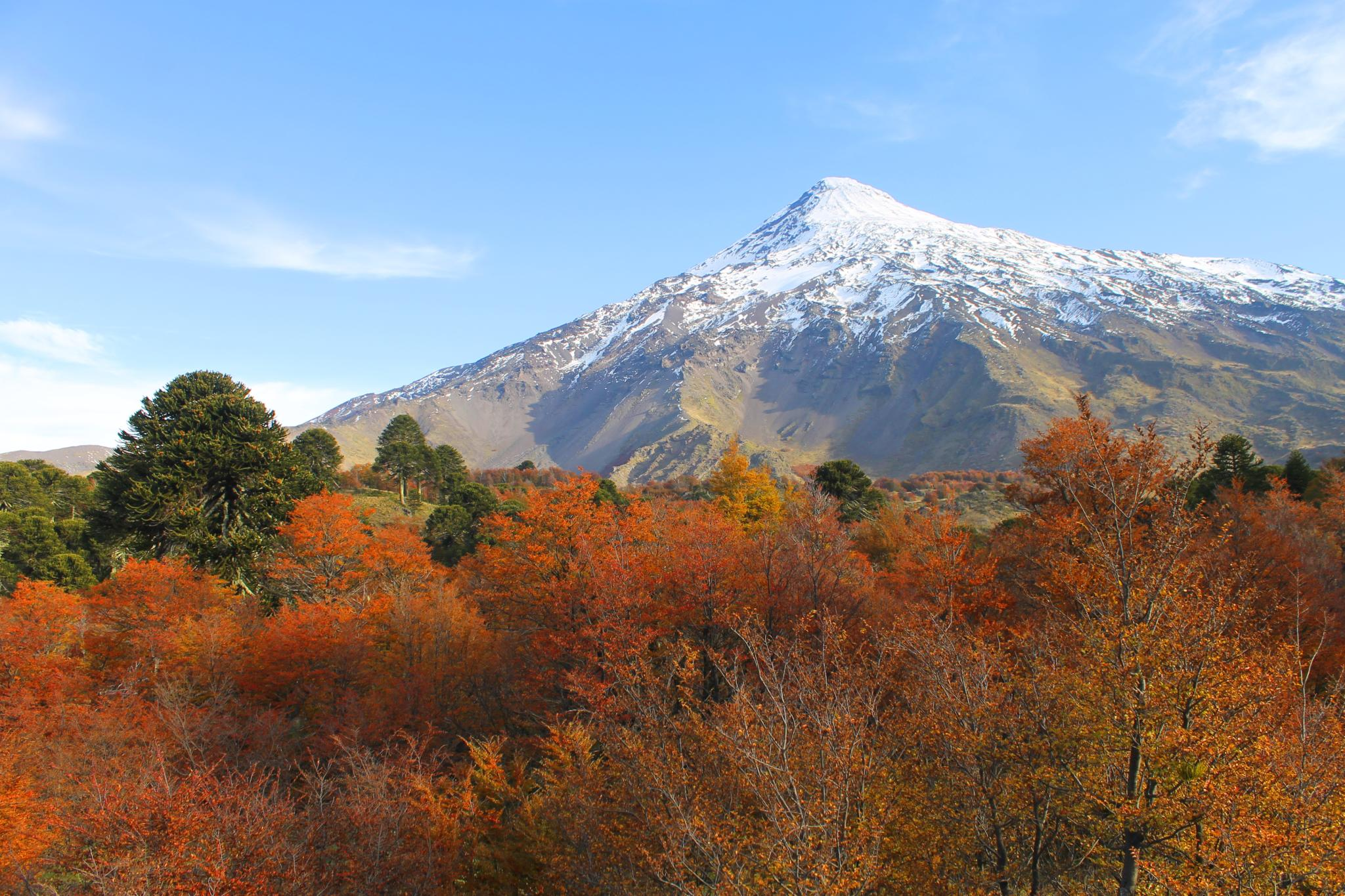
Őszi látkép
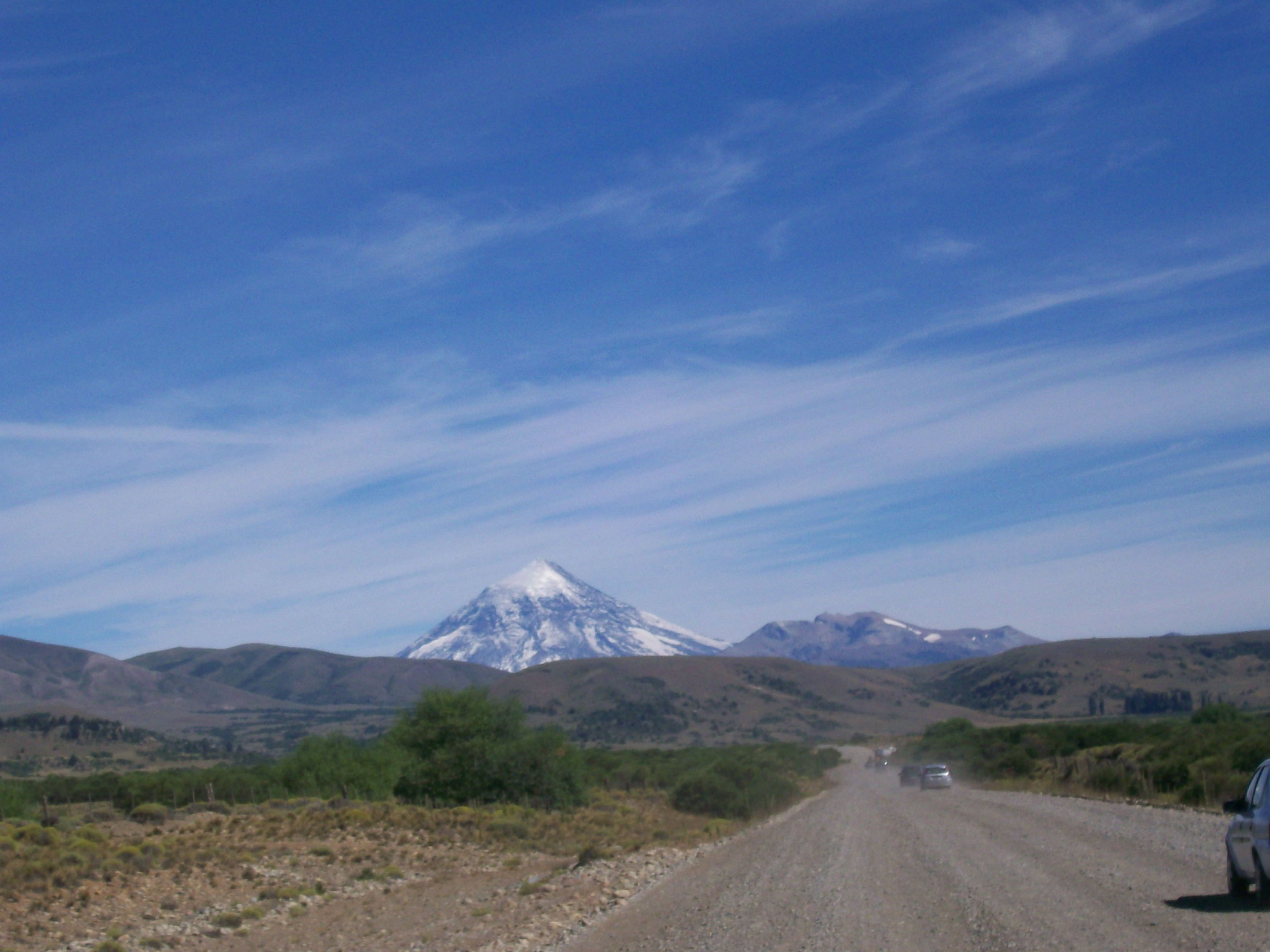
Az országútról nézve
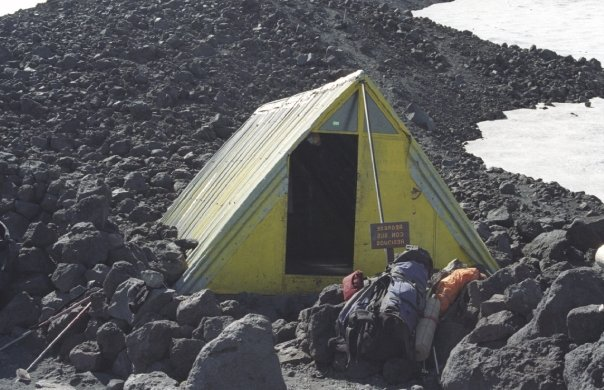
Menedékház